# Bozakites nigrigenis
Bozakites nigrigenis là một loài tò vò trong họ Ichneumonidae.